# Stiphidion diminutum
Stiphidion diminutum är en spindelart som beskrevs av Davies 1988. Stiphidion diminutum ingår i släktet Stiphidion och familjen Stiphidiidae.
Artens utbredningsområde är Queensland. Inga underarter finns listade i Catalogue of Life.